# Viburnum opulus
Viburnum opulus L., 1753 è un arbusto, talvolta piccolo albero, della famiglia delle Viburnacee, diffuso in Eurasia e Nord Africa.

## Descrizione

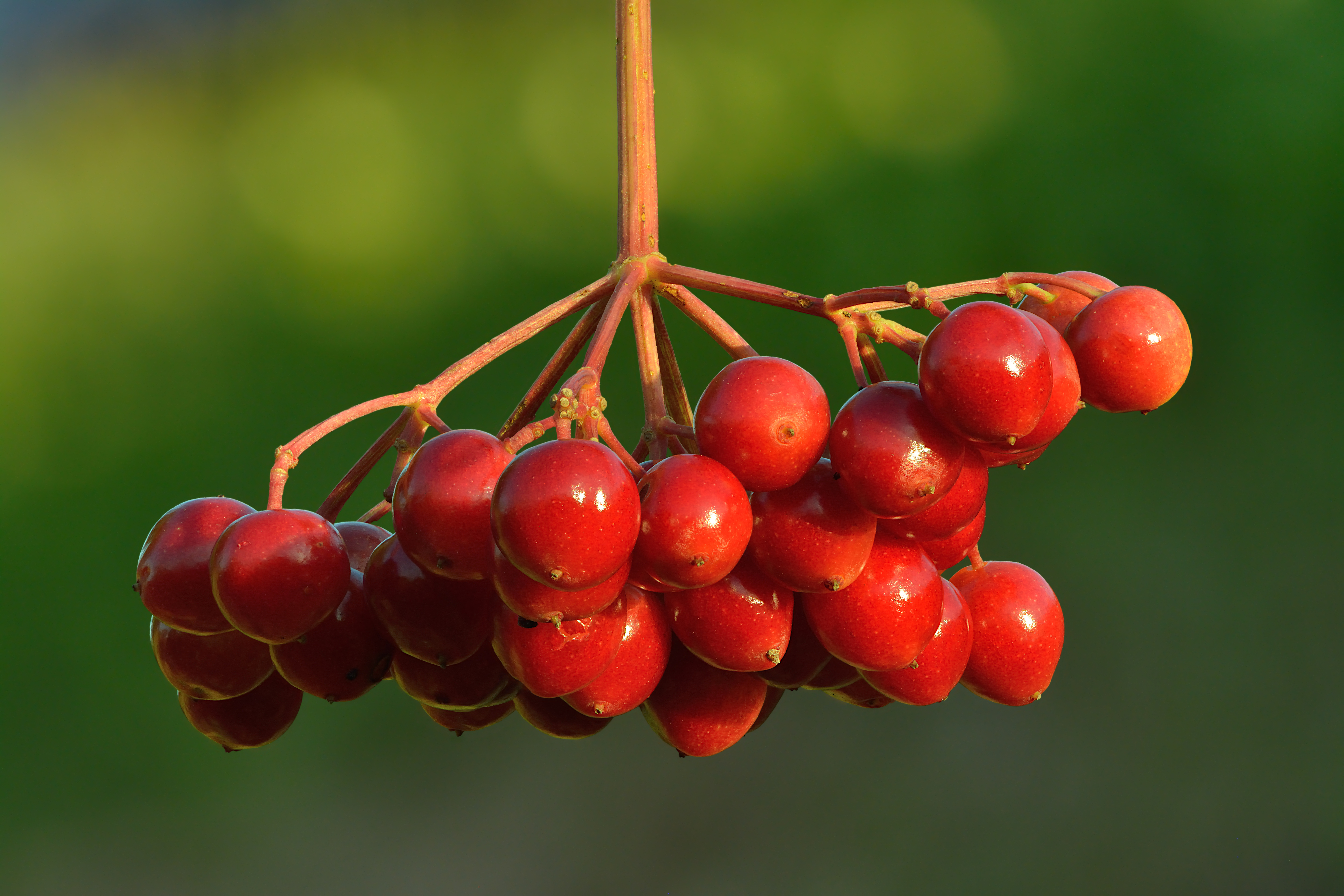
Infruttescenza

È un arbusto, talvolta piccolo albero alto fino a 4 m, a fogliame caduco.
Caratteristica e abbondante fioritura, con fiori di colore bianco, profumati e riuniti in corimbi o cime ombrelliformi, i cui fiori esterni sono più grandi, appariscenti e sterili.
I frutti sono grappoli di drupe rosse che rimangono fino all'inverno.

## Distribuzione e habitat
Diffuso dall'Europa alla Siberia; presente anche in Nord Africa, limitatamente all'Algeria. In Italia è presente dal piano ai 1100 metri; assente in Sardegna, in Sicilia e in Calabria.
Vive in boschi umidi, pioppeti, siepi. Predilige suoli calcarei.

## Usi
È usato come pianta ornamentale.